# Aiguamarina (color)
L'aiguamarina és un color blau verdós, semblant al de l'aigua del mar. Pren el nom de la gemma aiguamarina, varietat del mineral beril, el nom de la qual ve del llatí, aqua marinā, aigua del mar, per referència al color.
Una mostra del color aiguamarina:

## Usos
- Color de l'automòbil Jaguar xj sport 1995 de la marca anglesa Jaguar.
- Color que contenen obres pictòriques.

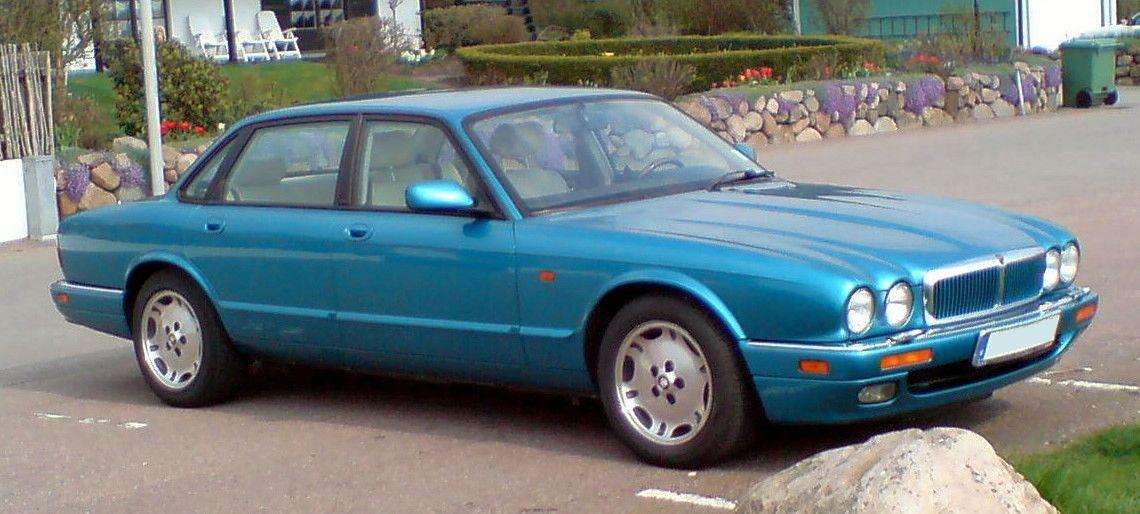
Jaguar xj sport 1995 de color aiguamarina
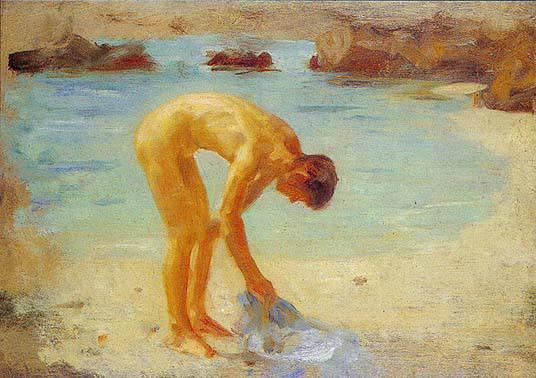
Henry Scott Tuke (1858-1929) - 1928 - Figure study for "Aquamarine"
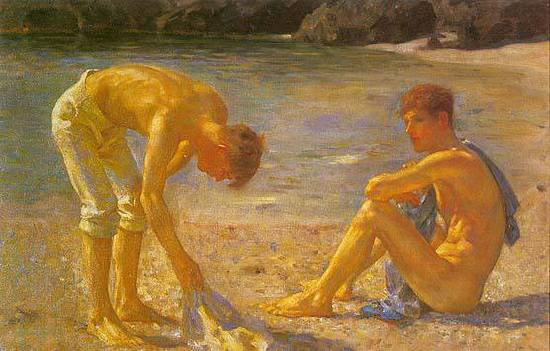
Henry Scott Tuke (1858-1929) - 1928-29 - Aquamarine